# Disney XD
Disney XD es un canal de televisión por suscripción estadounidense, el cual se enfoca principalmente a niños y adolescentes por su programación, que se basa en series de televisión originales de estreno, series originales actuales y antiguas, tele películas del canal hermano Disney Channel, películas estrenadas en cine, y algunos comedias y programas animados de otras distribuidoras. El canal es propiedad de la rama Walt Disney Television y a su vez operado por Disney Branded Television, en sí una unidad de la división Disney General Entertainment Content, parte de The Walt Disney Company.
El canal ofrece una señal de audio en español alternativa, que puede ser accedida como un canal separado, parte del paquete de canales de televisión en español vendido por operadoras de cable y satélite, o como una pista de audio emitido en simultáneo, accesible por la opción SAP, dependiendo del operador.
Hasta febrero de 2016, Disney XD está disponible a más de 80 millones de hogares con televisión de pago (68,8 % de hogares con, al menos, un televisor) en Estados Unidos.

## Historia

Logo utilizado desde 2009 hasta 2015, usado al final de los créditos de sus series originales hasta 2016.

Disney XD fue lanzado el 13 de febrero del 2009 a las 00.00 horas de la Costa Este, siendo el primer programa transmitido en el canal el episodio “Dude, We’re Getting the Band Back Together!” de Phineas y Ferb. El canal estrenó su primera serie original, Aaron Stone, a las 19.00 horas (horario de la Costa Este) ese día. La primera parte del estreno doble fue al mismo tiempo en Disney XD y en Disney Channel. Fueron incluidas nuevas series animadas a la programación original del canal, como Kid vs. Kat y Jimmy Two-Shoes.
La cadena reemplazó al canal Toon Disney, un canal de animación que se estrenó el 18 de abril de 1998, que también lanzó un bloque de animación y de series de acción real llamado Jetix; los canales Jetix fuera de Estados Unidos fueron relanzados bajo la marca Disney XD, empezando por Francia el 1 de abril de 2009. Varios de los programas del canal –particularmente las series animadas– se transmitieron antes por Toon Disney, mayormente como parte del bloque de programación Jetix, que fue transmitido en Toon Disney hasta el fin del canal. Disney XD tiene el mismo nombre que un minisitio de internet sin relación alguna en Disney.com, que era el acrónimo de Disney Xtreme Digital, aunque también se ha dicho de que el “XD” en el nombre del canal no tenía ningún significado concreto.
La primera película original de canal, Skyrunners, se estrenó el 27 de noviembre de 2009. En abril de 2012, Disney XD lanzó un bloque llamado “Marvel Universe”, siendo la razón principal la adquisición de Marvel Entertainment por Disney en el 2009. A mediados del 2012, Disney creó Disney Shows, un canal de YouTube que tiene episodios y cortos de series de Disney Channel y Disney XD (algunas series de Disney XD disponibles en el canal son Kick Buttowski, Kickin’ It, Par de Reyes, Zeke y Luther, Peter Punk, Estoy en la banda).

## Programación
La programación de Disney XD, actualmente, consiste en su mayoría en series de acción real y programas animados dirigidos a preadolescentes y adolescentes jóvenes, principalmente series originales así como retransmisiones de varios programas del canal hermano Disney Channel. Además de y series originales, el canal también estrena cortometrajes similares a los vistos en Disney Channel durante comerciales (como Team Smithereen, Run, Alien, Run! y Marvo the Wonder Chicken), que sirven como relleno para programas programados para finalizar durante la media hora, y duran alrededor de dos o tres minutos (a veces, pueden durar hasta 15). El canal también transmite un segmento cronológico, dirigido a los jóvenes, llamado SportsCenter High-5, el cual es producido por el SportsCenter de ESPN, y se transmite periódicamente entre programas. También transmite algunos cortos que consiste en extractos editados del show Wipeout del canal ABC. Estos programas son llevados al aire en los últimos dos minutos del programa, con la excepción de Disney XD Shortstop, o al término de una película.
Un aspecto importante de las series originales de Disney XD es la situación en la que se usan, mayormente, actores varones y, debido a esto, sus programas originales contienen pocas actrices femeninas como protagonistas (con la mayoría de series de acción real originales mostrando solo una actriz en el reparto, siendo una excepción Crash & Bernstein y Kirby Buckets, en los cuales se puede ver un reparto mediano de actrices) en contraste con los programas originales de Disney Channel, que tiende a tener más actrices en la mayoría de sus series.
Los nuevos episodios de las series animadas originales son, usualmente, mostrados al aire los lunes a la noche, mientras que los nuevos episodios de programas de acción real originales son mostrados los miércoles a la noche. Además, Disney XD transmite telepelículas de Disney Channel y películas mostradas en cines pero, en contraste con Disney Channel, Disney XD no siempre muestra este tipo de películas en horario central; en vez de eso, las películas transmitidas generalmente salen al aire en las últimas horas de la tarde, a las 17:00 horas (horario de la Costa Este) con double features transmitidos algunas veces por semana
A diferencia de Disney Channel (igual con la cadena hermana Disney Junior) en donde la publicidad viene en forma de promociones, patrocinio underwriter, anuncios intersticiales de películas de Disney, vídeo para el hogar y juegos producidos por el canal– Disney XD opera como un servicio mantenido por publicidad, que transmite comerciales de televisión tradicionales, además de promociones a los programas del canal.

## Bloques de programación

### Antiguas
- Marvel Universe: Fue un bloque de series animadas producidas por Marvel Animation, que se transmitía los domingos desde las 20.00 hasta las 23.00 horas (horario Costa Este), debido a la adquisición de Marvel Entertainment por The Walt Disney Company. El bloque fue lanzado el 1 de abril de 2012, con el estreno de Ultimate Spider-Man, seguido por el regreso de la serie The Avengers, Earth’s Mightiest Heroes. También, se encuentran cinco series de cortometrajes que usan intersticiales de imagen real y animaciones. Algunos programas que están dentro del bloque son Ultimate Spider-Man (que también salió al aire en Disney Channel desde abril del 2012 hasta octubre del 2013), Avengers Assemble y Guardianes de la Galaxia. Los canales internacionales de Disney XD en Europa, África y el Medio Oriente, lanzaron el bloque Marvel en el verano del 2012. La anunciada serie animada Guardians of the Galaxy fue añadida al bloque en el 2015

- Randomation Animation: Fue un bloque de animación en las mañanas de los sábados desde las 08:30 hasta las 11:00 horas (horario Costa Este), que se estrenó el 13 de julio de 2013. Algunos programas que estuvieron dentro del bloque fueron Packages from Planet X, Campamento Lakebottom, Max Steel, Randy Cunningham: Ninja Total, Gravity Falls, Kick Buttowski: Medio doble de riesgo y Phineas y Ferb.

## Servicios relacionados
| Servicio            | Descripción |
| ------------------- | --- |
|                     | Es una emisión el simultáneo en alta definición del canal Disney XD, que transmite en 1280x720p (el formato en HD recomendado por el Disney-ABC Television Group). La señal HD fue lanzada al principio en el 2008 como Toon Disney HD, y relanzada el 13 de febrero de 2009 como Disney XD HD. La programación original de Disney XD es producida y transmitida en HD, junto con películas de cine, películas originales de Disney Channel producidas después del 2005, y algunos episodios, películas y series producidas antes del 2009. La señal HD es distribuida regionalmente en la mayoría de cableoperadoras (como Time Warner Cable, Cablevision, Cox Communications y Comcast Xfinity), operadoras de IPTV como Verizon FiOS y AT&T U-verse, y de manera nacional en el operador de satélite DirecTV. |
| Disney XD On Demand | Es el servicio VOD del canal. Ofrece algunos episodios de series originales de Disney XD y algunas series de televisión completas a algunas cableoperadoras y proveedores de IPTVs. |
| Disney XD App       | Antes conocido como WATCH Disney XD hasta un cambio de nombre en 2016. Ofrece servicio de streaming en vivo del contenido de Disney XD en línea. El servicio requiere que los usuarios se identifiquen con el inicio de sesión de su cuenta de una cableoperadora participante. |